# Llista de comtats de Hawaii

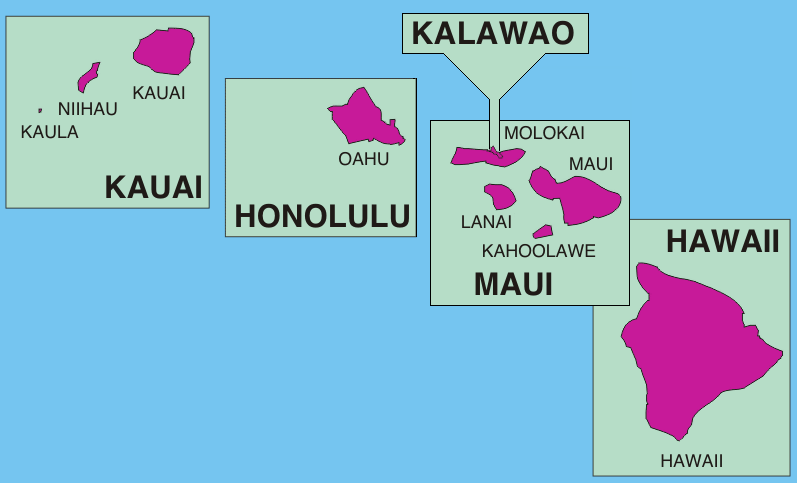
Mapa dels comtats de Hawaii.

L'estat nord-americà de Hawaii, format per les illes de l'arxipèlag del mateix nom, es subdivideix en quatre comtats més un cinquè de peculiar, el de Kalawao, que es tracta d'una petita península de 34 km², al nord de l'illa de Molokai, aïllada de la resta per penyasegats i que fou, fins a 1969, un confinament per a malalts de lepra. A partir de llavors s'ha anat deshabitant i no té estructura administrativa pròpia perquè depèn directament del Departament de Salut de l'Estat de Hawaii. És el comtat més petit dels Estats Units i, no arribant als 100 habitants, sent el segon més buit.
Tots els comtats es van crear el 1905 a partir d'un territori no organitzat, set anys després de la creació del Territori de Hawaii. El comtat de Kalawao, aïllada de la resta de l'illa de Molokai per penyasegats, fou, fins al 1969 un confinament per a malalts de lepra. Molts serveis per al comtat de Kalawao els ofereix el comtat de Maui. Per exemple, el lloc web de l'oficina del secretari del comtat de Maui diu "L'oficina també és responsable de les eleccions al comtat de Maui i al comtat de Kalawao". Els comtats de Hawaii són els únics organismes governamentals legalment constituïts per sota del de l'estat. No hi ha cap nivell formal de govern (com ara els governs de les ciutats) per sota del del comtat de Hawaii.
L'abreviació postal de Hawaii és HI i el seu codi FIPS d'estat és el 15.

## Comtats actuals
| Nom del comtat | Seu del comtat | Data de creació | Origen           | Etimologia del nom                                                                                             | Illa/Illes                                                                            | Població (2024) | Superfície | Mapa               |
| -------------- | -------------- | --------------- | ---------------- | --- | ------------------------------------------------------------------------------------- | --------------- | ---------- | ------------------ |
| Hawaii         | Hilo           | 1905            | Comtat original. | Es diu que porta el nom de Hawaiʻiloa, un llegendari navegant polinesi.                                        | Illa de Hawaii                                                                        | 209.790         | 10.432 km² | Comtat de Hawaii   |
| Honolulu       | Honolulu       | 1905            | Comtat original. | Per la ciutat més gran de l'estat. en llengua hawaiana vol dir "badia protegida" o "lloc de refugi".           | Illa d'Oʻahu i les Illes de Sotavent, excepte l'atol de Midway.                       | 998.747         | 1.546 km²  | Comtat de Honolulu |
| Kalawao        | -              | 1905            | Comtat original. | Pel poble de Kalawao.                                                                                          | Península de Kalaupapa a l'illa de Molokai.                                           | 81              | 13 km²     | Comtat de Kalawao  |
| Kauai          | Lihue          | 1905            | Comtat original. | No té cap significat històric, tanmateix segons la llegenda, Kauai era el nom del fill preferit de Hawaii Loa. | Illes Kauai, Niihau, Lehua i Kaula.                                                   | 73.840          | 1.611 km²  | Comtat de Kauai    |
| Maui           | Wailuku        | 1905            | Comtat original. | Per Māui, un semidéu de la mitologia hawaiana.                                                                 | Illes Maui, Kahoolawe, Lanai, Molokai (excepte la península de Kalaupapa) i Molokini. | 163.688         | 2.901 km²  | Comtat de Maui     |